# Telemark-Weltcup 2014/15
Der Telemark-Weltcup 2014/15 war eine vom Weltverband FIS ausgetragene Wettkampfserie im Telemarken. Sie begann am 28. November 2014 in Hintertux und endete am 21. März 2015 in Rjukan. Der Weltcup umfasste sieben Stationen in Europa. Höhepunkt der Saison war die Telemark-Weltmeisterschaft 2015 im US-amerikanischen Steamboat Springs von 23. bis 27. Februar 2015, deren Ergebnisse jedoch nicht zum Weltcup zählten.
Titelverteidiger des Gesamtweltcups waren bei den Herren der Deutsche Tobias Müller und bei den Damen die Schweizerin Amélie Reymond.

## Übersicht

### Saisonverlauf
Den Gesamtweltcup der Herren gewann zum zweiten Mal nacheinander der Deutsche Tobias Müller vor dem Franzosen Philippe Lau und dem Schweizer Bastien Dayer. Daneben entschied Müller auch die Einzelwertung im Sprint für sich. Die Kristallkugel im Classicweltcup ging an Dayer, die im Parallelsprintweltcup an Lau.
Bei den Damen siegte ebenfalls zum zweiten Mal nacheinander und zum sechsten Mal insgesamt die Schweizerin Amélie Reymond in der Gesamtwertung. Hinter ihr lagen die Norwegerin Mathilde Olsen Ilebrekke und die Deutsche Johanna Holzmann. Reymond gelang es dabei zum fünften Mal, neben dem Gesamtweltcup auch sämtliche Disziplinwertungen zu gewinnen. Ihre Serie im Gesamtklassement seit 2009 wurde lediglich in der Saison 2013 durch Sigrid Rykhus unterbrochen.
Im Saisonverlauf der Herren gewannen lediglich die drei erstplatzierten Müller (neun Weltcupsiege), Lau (fünf) und Dayer (vier) mindestens einen Weltcup. Bei den Damen wurde Reymond lediglich zweimal bei den Parallelsprints in Thyon und beim Saisonfinale in Rjukan durch Ilebrekke geschlagen, womit sie 16 von 18 Wettbewerben gewann.
In der Nationenwertung der Herren siegte Frankreich, bei den Damen ebenso wie in der kombinierten Wertung beider Geschlechter die Schweiz.

### Wettkampfkalender
Im Vergleich zur Vorsaison wurde der Wettkampfkalender 2014/15 von acht auf sieben Stationen reduziert. Dabei waren Les Contamines-Montjoie, Bohinj, Steamboat Springs, wo 2015 die Weltmeisterschaft stattfand, Funäsdalen und Geilo in diesem Jahr nicht mehr Teil des Weltcups. Sie wurden durch Bad Hindelang, Golte, Thyon und Mürren ersetzt.
| #      | Datum                 | Land        | Ort           | Wettkämpfe | Wettkämpfe | Wettkämpfe | Wettkämpfe |
| #      | Datum                 | Land        | Ort           | Cl         | Sp         | Ps         | MT         |
| ------ | --------------------- | ----------- | ------------- | ---------- | ---------- | ---------- | ---------- |
| 1      | 28.–30. November 2014 | Österreich  | Hintertux     |            | 2          | 1          |            |
| 2      | 17.–18. Januar 2015   | Deutschland | Bad Hindelang |            | 1          | 1          |            |
| 3      | 20.–21. Januar 2015   | Slowenien   | Golte         |            | 2          |            |            |
| 4      | 23.–24. Januar 2015   | Österreich  | Rauris        | 1          | 1          |            |            |
| 5      | 6.–8. März 2015       | Schweiz     | Thyon         | 1          | 1          | 1          |            |
| 6      | 12.–14. März 2015     | Schweiz     | Mürren        | 1          | 2          |            |            |
| 7      | 19.–21. März 2015     | Norwegen    | Rjukan        | 1          | 1          | 1          |            |
| Anzahl | Anzahl                | Anzahl      | Anzahl        | 4          | 10         | 4          |            |

Disziplinen: Cl: Classic, Sp: Sprint Classic, Ps: Parallelsprint, MT: Mixed-Team-Parallelsprint

## Männer

### Resultate und Kalender
| 1. Weltcup in Hintertux, 28.–30. November 2014 | 1. Weltcup in Hintertux, 28.–30. November 2014 | 1. Weltcup in Hintertux, 28.–30. November 2014 | 1. Weltcup in Hintertux, 28.–30. November 2014 | 1. Weltcup in Hintertux, 28.–30. November 2014 |
| ---------------------------------------------- | ---------------------------------------------- | ---------------------------------------------- | ---------------------------------------------- | ---------------------------------------------- |
| Datum                                          | Disziplin                                      | Erster Platz                                   | Zweiter Platz                                  | Dritter Platz                                  |
| 28. November 2014 (Fr.)                        | Sprint                                         | Philippe Lau                                   | Trym Nygaard Løken                             | Sondre Kristenstuen                            |
| 29. November 2014 (Sa.)                        | Sprint                                         | Tobias Müller                                  | Philippe Lau                                   | Trym Nygaard Løken                             |
| 30. November 2014 (So.)                        | Parallelsprint                                 | Tobias Müller                                  | Nicolas Michel                                 | Philippe Lau                                   |

| 2. Weltcup in Bad Hindelang, 17.–18. Januar 2015 | 2. Weltcup in Bad Hindelang, 17.–18. Januar 2015 | 2. Weltcup in Bad Hindelang, 17.–18. Januar 2015 | 2. Weltcup in Bad Hindelang, 17.–18. Januar 2015 | 2. Weltcup in Bad Hindelang, 17.–18. Januar 2015 |
| ------------------------------------------------ | ------------------------------------------------ | ------------------------------------------------ | ------------------------------------------------ | ------------------------------------------------ |
| Datum                                            | Disziplin                                        | Erster Platz                                     | Zweiter Platz                                    | Dritter Platz                                    |
| 17. Januar 2015 (Sa.)                            | Sprint                                           | Tobias Müller                                    | Trym Nygaard Løken                               | Nicolas Michel                                   |
| 18. Januar 2015 (So.)                            | Parallelsprint                                   | Philippe Lau                                     | Clement Bergeretti                               | Nicolas Michel                                   |

| 3. Weltcup in Golte, 20.–21. Januar 2015 | 3. Weltcup in Golte, 20.–21. Januar 2015 | 3. Weltcup in Golte, 20.–21. Januar 2015 | 3. Weltcup in Golte, 20.–21. Januar 2015 | 3. Weltcup in Golte, 20.–21. Januar 2015 |
| ---------------------------------------- | ---------------------------------------- | ---------------------------------------- | ---------------------------------------- | ---------------------------------------- |
| Datum                                    | Disziplin                                | Erster Platz                             | Zweiter Platz                            | Dritter Platz                            |
| 20. Januar 2015 (Di.)                    | Sprint                                   | Tobias Müller                            | Sondre Kristenstuen                      | Philippe Lau                             |
| 21. Januar 2015 (Mi.)                    | Sprint                                   | Bastien Dayer                            | Tobias Müller                            | Philippe Lau                             |

| 4. Weltcup in Rauris, 23.–24. Januar 2015 | 4. Weltcup in Rauris, 23.–24. Januar 2015 | 4. Weltcup in Rauris, 23.–24. Januar 2015 | 4. Weltcup in Rauris, 23.–24. Januar 2015 | 4. Weltcup in Rauris, 23.–24. Januar 2015 |
| ----------------------------------------- | ----------------------------------------- | ----------------------------------------- | ----------------------------------------- | ----------------------------------------- |
| Datum                                     | Disziplin                                 | Erster Platz                              | Zweiter Platz                             | Dritter Platz                             |
| 23. Januar 2015 (Fr.)                     | Sprint                                    | Philippe Lau                              | Tobias Müller                             | Sondre Kristenstuen                       |
| 24. Januar 2015 (Sa.)                     | Classic                                   | Tobias Müller                             | Clement Bergeretti                        | Bastien Dayer                             |

| 5. Weltcup in Thyon, 6.–8. März 2015 | 5. Weltcup in Thyon, 6.–8. März 2015 | 5. Weltcup in Thyon, 6.–8. März 2015 | 5. Weltcup in Thyon, 6.–8. März 2015 | 5. Weltcup in Thyon, 6.–8. März 2015 |
| ------------------------------------ | ------------------------------------ | ------------------------------------ | ------------------------------------ | ------------------------------------ |
| Datum                                | Disziplin                            | Erster Platz                         | Zweiter Platz                        | Dritter Platz                        |
| 6. März 2015 (Fr.)                   | Sprint                               | Philippe Lau                         | Jonas Schmid                         | Clement Bergeretti                   |
| 7. März 2015 (Sa.)                   | Classic                              | Bastien Dayer                        | Clement Bergeretti                   | Jonas Schmid                         |
| 8. März 2015 (So.)                   | Parallelsprint                       | Tobias Müller                        | Philippe Lau                         | Clement Bergeretti                   |

| 6. Weltcup in Mürren, 12.–14. März 2015 | 6. Weltcup in Mürren, 12.–14. März 2015 | 6. Weltcup in Mürren, 12.–14. März 2015 | 6. Weltcup in Mürren, 12.–14. März 2015 | 6. Weltcup in Mürren, 12.–14. März 2015 |
| --------------------------------------- | --------------------------------------- | --------------------------------------- | --------------------------------------- | --------------------------------------- |
| Datum                                   | Disziplin                               | Erster Platz                            | Zweiter Platz                           | Dritter Platz                           |
| 12. März 2015 (Do.)                     | Sprint                                  | Philippe Lau                            | Jonas Schmid                            | Bastien Dayer                           |
| 13. März 2015 (Fr.)                     | Classic                                 | Tobias Müller                           | Clement Bergeretti                      | Bastien Dayer                           |
| 14. März 2015 (Sa.)                     | Sprint                                  | Tobias Müller                           | Jonas Schmid                            | Philippe Lau                            |

| 7. Weltcup in Rjukan, 19.–21. März 2015 | 7. Weltcup in Rjukan, 19.–21. März 2015 | 7. Weltcup in Rjukan, 19.–21. März 2015 | 7. Weltcup in Rjukan, 19.–21. März 2015 | 7. Weltcup in Rjukan, 19.–21. März 2015 |
| --------------------------------------- | --------------------------------------- | --------------------------------------- | --------------------------------------- | --------------------------------------- |
| Datum                                   | Disziplin                               | Erster Platz                            | Zweiter Platz                           | Dritter Platz                           |
| 19. März 2015 (Do.)                     | Classic                                 | Bastien Dayer                           | Tobias Müller                           | Matti Lopez                             |
| 20. März 2015 (Fr.)                     | Sprint                                  | Tobias Müller                           | Bastien Dayer                           | Sondre Kristenstuen                     |
| 21. März 2015 (Sa.)                     | Parallelsprint                          | Bastien Dayer                           | Philippe Lau                            | Tobias Müller                           |

### Weltcupstände Männer
| Rang | Name                | Punkte | Siege |
| ---- | ------------------- | ------ | ----- |
| 01   | Tobias Müller       | 1315   | 09    |
| 02   | Philippe Lau        | 1215   | 05    |
| 03   | Bastien Dayer       | 1110   | 04    |
| 04   | Nicolas Michel      | 0781   | 0     |
| 05   | Clement Bergeretti  | 0756   | 0     |
| 06   | Sondre Kristenstuen | 0671   | 0     |
| 07   | Jonas Schmid        | 0639   | 0     |
| 08   | Antoine Bouvier     | 0539   | 0     |
| 09   | Trym Nygaard Løken  | 0529   | 0     |
| 10   | Matti Lopez         | 0527   | 0     |
| 11   | Olle Collberg       | 0413   | 0     |
| 12   | Aadne Kristenstuen  | 0333   | 0     |
| 12   | Stefan Matter       | 0333   | 0     |
| 14   | Guillaume Issautier | 0329   | 0     |
| 15   | Jure Aleš           | 0296   | 0     |
| 16   | Charlie Fradet      | 0295   | 0     |
| 17   | Reto Niederberger   | 0234   | 0     |
| 18   | Thomas Rufer        | 0171   | 0     |
| 19   | Igor Fiard          | 0151   | 0     |
| 20   | Svan Blain          | 0134   | 0     |

| Rang | Name                 | Punkte | Siege |
| ---- | -------------------- | ------ | ----- |
| 21   | Julien Prévot        | 0115   | 0     |
| 22   | Julien Nicaty        | 0105   | 0     |
| 23   | Moritz Hamberger     | 0104   | 0     |
| 23   | Rok Šmejic           | 0104   | 0     |
| 25   | Lasse Skøre          | 0099   | 0     |
| 26   | Sašo Aleš            | 0090   | 0     |
| 27   | Fritz Trojer         | 0081   | 0     |
| 28   | Benedikt Holzmann    | 0072   | 0     |
| 29   | Cory Snyder          | 0060   | 0     |
| 30   | Andreas Solstad Alme | 0059   | 0     |
| 31   | Julian Seubert       | 0054   | 0     |
| 32   | Sivert Hole          | 0051   | 0     |
| 33   | Elie Nabot           | 0050   | 0     |
| 34   | Shigeta Hisada       | 0046   | 0     |
| 34   | Simon Kraik          | 0046   | 0     |
| 36   | Øyvind Vagstad       | 0043   | 0     |
| 37   | Gaetan Procureur     | 0041   | 0     |
| 38   | Frederick Thomas     | 0039   | 0     |

| Rang | Name                | Punkte | Siege |
| ---- | ------------------- | ------ | ----- |
| 39   | Romain Beney        | 0037   | 0     |
| 39   | Amund Morstøl Valde | 0037   | 0     |
| 41   | James French        | 0032   | 0     |
| 42   | Ondřej Hegar        | 0020   | 0     |
| 43   | Ondřej Falta        | 0013   | 0     |
| 44   | Christian Stüger    | 0012   | 0     |
| 45   | Maximilian Uber     | 0011   | 0     |
| 46   | Pierre Martinet     | 0009   | 0     |
| 47   | Thomas Wielandner   | 0008   | 0     |
| 48   | Toni Trojer         | 0007   | 0     |
| 48   | Michael Turek       | 0007   | 0     |
| 50   | Henrik Buck Bryn    | 0006   | 0     |
| 51   | Louis Hatchwell     | 0004   | 0     |
| 51   | Gregor Ribarich     | 0004   | 0     |
| 53   | Julian Giacomelli   | 0003   | 0     |
| 54   | Chris Henery        | 0001   | 0     |
| 54   | Ivan Přibyl         | 0001   | 0     |
| 54   | Jasper Taylor       | 0001   | 0     |

| Rang | Name                | Punkte | Siege |
| ---- | ------------------- | ------ | ----- |
| 01   | Bastien Dayer       | 0320   | 02    |
| 02   | Clement Bergeretti  | 0285   | 0     |
| 03   | Tobias Müller       | 0280   | 02    |
| 04   | Nicolas Michel      | 0190   | 0     |
| 05   | Philippe Lau        | 0170   | 0     |
| 06   | Matti Lopez         | 0147   | 0     |
| 07   | Jonas Schmid        | 0142   | 0     |
| 08   | Sondre Kristenstuen | 0126   | 0     |
| 09   | Antoine Bouvier     | 0117   | 0     |
| 10   | Stefan Matter       | 0098   | 0     |

| Rang | Name                | Punkte | Siege |
| ---- | ------------------- | ------ | ----- |
| 01   | Tobias Müller       | 0760   | 05    |
| 02   | Philippe Lau        | 0725   | 04    |
| 03   | Bastien Dayer       | 0560   | 01    |
| 04   | Sondre Kristenstuen | 0440   | 0     |
| 05   | Jonas Schmid        | 0402   | 0     |
| 06   | Nicolas Michel      | 0396   | 0     |
| 07   | Trym Nygaard Løken  | 0373   | 0     |
| 08   | Clement Bergeretti  | 0316   | 0     |
| 09   | Antoine Bouvier     | 0262   | 0     |
| 10   | Olle Collberg       | 0260   | 0     |
| 10   | Matti Lopez         | 0260   | 0     |

| Rang | Name                | Punkte | Siege |
| ---- | ------------------- | ------ | ----- |
| 01   | Philippe Lau        | 0320   | 01    |
| 02   | Tobias Müller       | 0275   | 02    |
| 03   | Bastien Dayer       | 0230   | 01    |
| 04   | Nicolas Michel      | 0195   | 0     |
| 05   | Antoine Bouvier     | 0160   | 0     |
| 06   | Clement Bergeretti  | 0155   | 0     |
| 07   | Trym Nygaard Løken  | 0120   | 0     |
| 07   | Matti Lopez         | 0120   | 0     |
| 09   | Sondre Kristenstuen | 0105   | 0     |
| 10   | Jonas Schmid        | 095    | 0     |

| Endstand |                        |        |
| \| Rang \| Name \| Punkte \| \| ---- \| ---------------------- \| ------ \| \| 01 \| Frankreich \| 4120 \| \| 02 \| Schweiz \| 2812 \| \| 03 \| Deutschland \| 2283 \| \| 04 \| Norwegen \| 1828 \| \| 05 \| Slowenien \| 0490 \| \| 06 \| Schweden \| 0459 \| \| 07 \| Vereinigtes Königreich \| 0076 \| \| 08 \| Vereinigte Staaten \| 0061 \| \| 09 \| Japan \| 0046 \| \| 10 \| Tschechien \| 0041 \| \| 11 \| Österreich \| 0024 \| \| 12 \| Italien \| 0003 \| |                        |        |
| Rang | Name                   | Punkte |
| 01 | Frankreich             | 4120   |
| 02 | Schweiz                | 2812   |
| 03 | Deutschland            | 2283   |
| 04 | Norwegen               | 1828   |
| 05 | Slowenien              | 0490   |
| 06 | Schweden               | 0459   |
| 07 | Vereinigtes Königreich | 0076   |
| 08 | Vereinigte Staaten     | 0061   |
| 09 | Japan                  | 0046   |
| 10 | Tschechien             | 0041   |
| 11 | Österreich             | 0024   |
| 12 | Italien                | 0003   |

## Frauen

### Resultate und Kalender
| 1. Weltcup in Hintertux, 28.–30. November 2014 | 1. Weltcup in Hintertux, 28.–30. November 2014 | 1. Weltcup in Hintertux, 28.–30. November 2014 | 1. Weltcup in Hintertux, 28.–30. November 2014 | 1. Weltcup in Hintertux, 28.–30. November 2014 |
| ---------------------------------------------- | ---------------------------------------------- | ---------------------------------------------- | ---------------------------------------------- | ---------------------------------------------- |
| Datum                                          | Disziplin                                      | Erster Platz                                   | Zweiter Platz                                  | Dritter Platz                                  |
| 28. November 2014 (Fr.)                        | Sprint                                         | Amélie Reymond                                 | Argeline Tan-Bouquet                           | Thea Smedheim Lunde                            |
| 29. November 2014 (Sa.)                        | Sprint                                         | Amélie Reymond                                 | Johanna Holzmann                               | Simone Oehrli                                  |
| 30. November 2014 (So.)                        | Parallelsprint                                 | Amélie Reymond                                 | Johanna Holzmann                               | Ida Gresaker                                   |

| 2. Weltcup in Bad Hindelang, 17.–18. Januar 2015 | 2. Weltcup in Bad Hindelang, 17.–18. Januar 2015 | 2. Weltcup in Bad Hindelang, 17.–18. Januar 2015 | 2. Weltcup in Bad Hindelang, 17.–18. Januar 2015 | 2. Weltcup in Bad Hindelang, 17.–18. Januar 2015 |
| ------------------------------------------------ | ------------------------------------------------ | ------------------------------------------------ | ------------------------------------------------ | ------------------------------------------------ |
| Datum                                            | Disziplin                                        | Erster Platz                                     | Zweiter Platz                                    | Dritter Platz                                    |
| 17. Januar 2015 (Sa.)                            | Sprint                                           | Amélie Reymond                                   | Argeline Tan-Bouquet                             | Simone Oehrli                                    |
| 18. Januar 2015 (So.)                            | Parallelsprint                                   | Amélie Reymond                                   | Mathilde Olsen Ilebrekke                         | Johanna Holzmann                                 |

| 3. Weltcup in Golte, 20.–21. Januar 2015 | 3. Weltcup in Golte, 20.–21. Januar 2015 | 3. Weltcup in Golte, 20.–21. Januar 2015 | 3. Weltcup in Golte, 20.–21. Januar 2015 | 3. Weltcup in Golte, 20.–21. Januar 2015 |
| ---------------------------------------- | ---------------------------------------- | ---------------------------------------- | ---------------------------------------- | ---------------------------------------- |
| Datum                                    | Disziplin                                | Erster Platz                             | Zweiter Platz                            | Dritter Platz                            |
| 20. Januar 2015 (Di.)                    | Sprint                                   | Amélie Reymond                           | Mathilde Olsen Ilebrekke                 | Argeline Tan-Bouquet                     |
| 21. Januar 2015 (Mi.)                    | Sprint                                   | Amélie Reymond                           | Argeline Tan-Bouquet                     | Ida Gresaker                             |

| 4. Weltcup in Rauris, 23.–24. Januar 2015 | 4. Weltcup in Rauris, 23.–24. Januar 2015 | 4. Weltcup in Rauris, 23.–24. Januar 2015 | 4. Weltcup in Rauris, 23.–24. Januar 2015 | 4. Weltcup in Rauris, 23.–24. Januar 2015 |
| ----------------------------------------- | ----------------------------------------- | ----------------------------------------- | ----------------------------------------- | ----------------------------------------- |
| Datum                                     | Disziplin                                 | Erster Platz                              | Zweiter Platz                             | Dritter Platz                             |
| 23. Januar 2015 (Fr.)                     | Sprint                                    | Amélie Reymond                            | Argeline Tan-Bouquet                      | Beatrice Zimmermann                       |
| 24. Januar 2015 (Sa.)                     | Classic                                   | Amélie Reymond                            | Mathilde Olsen Ilebrekke                  | Argeline Tan-Bouquet                      |

| 5. Weltcup in Thyon, 6.–8. März 2015 | 5. Weltcup in Thyon, 6.–8. März 2015 | 5. Weltcup in Thyon, 6.–8. März 2015 | 5. Weltcup in Thyon, 6.–8. März 2015 | 5. Weltcup in Thyon, 6.–8. März 2015 |
| ------------------------------------ | ------------------------------------ | ------------------------------------ | ------------------------------------ | ------------------------------------ |
| Datum                                | Disziplin                            | Erster Platz                         | Zweiter Platz                        | Dritter Platz                        |
| 6. März 2015 (Fr.)                   | Sprint                               | Amélie Reymond                       | Beatrice Zimmermann                  | Mathilde Olsen Ilebrekke             |
| 7. März 2015 (Sa.)                   | Classic                              | Amélie Reymond                       | Beatrice Zimmermann                  | Mathilde Olsen Ilebrekke             |
| 8. März 2015 (So.)                   | Parallelsprint                       | Mathilde Olsen Ilebrekke             | Amélie Reymond                       | Johanna Holzmann                     |

| 6. Weltcup in Mürren, 12.–14. März 2015 | 6. Weltcup in Mürren, 12.–14. März 2015 | 6. Weltcup in Mürren, 12.–14. März 2015 | 6. Weltcup in Mürren, 12.–14. März 2015 | 6. Weltcup in Mürren, 12.–14. März 2015 |
| --------------------------------------- | --------------------------------------- | --------------------------------------- | --------------------------------------- | --------------------------------------- |
| Datum                                   | Disziplin                               | Erster Platz                            | Zweiter Platz                           | Dritter Platz                           |
| 12. März 2015 (Do.)                     | Sprint                                  | Amélie Reymond                          | Johanna Holzmann                        | Argeline Tan-Bouquet                    |
| 13. März 2015 (Fr.)                     | Classic                                 | Amélie Reymond                          | Mathilde Olsen Ilebrekke                | Simone Oehrli                           |
| 14. März 2015 (Sa.)                     | Sprint                                  | Amélie Reymond                          | Ida Gresaker                            | Maelle Froissart                        |

| 7. Weltcup in Rjukan, 19.–21. März 2015 | 7. Weltcup in Rjukan, 19.–21. März 2015 | 7. Weltcup in Rjukan, 19.–21. März 2015 | 7. Weltcup in Rjukan, 19.–21. März 2015 | 7. Weltcup in Rjukan, 19.–21. März 2015 |
| --------------------------------------- | --------------------------------------- | --------------------------------------- | --------------------------------------- | --------------------------------------- |
| Datum                                   | Disziplin                               | Erster Platz                            | Zweiter Platz                           | Dritter Platz                           |
| 19. März 2015 (Do.)                     | Classic                                 | Amélie Reymond                          | Johanna Holzmann                        | Mathilde Olsen Ilebrekke                |
| 20. März 2015 (Fr.)                     | Sprint                                  | Amélie Reymond                          | Mathilde Olsen Ilebrekke                | Beatrice Zimmermann                     |
| 21. März 2015 (Sa.)                     | Parallelsprint                          | Mathilde Olsen Ilebrekke                | Johanna Holzmann                        | Amélie Reymond                          |

### Weltcupstände Frauen
| Rang | Name                     | Punkte | Siege |
| ---- | ------------------------ | ------ | ----- |
| 01   | Amélie Reymond           | 1740   | 16    |
| 02   | Mathilde Olsen Ilebrekke | 1087   | 02    |
| 03   | Johanna Holzmann         | 0908   | 0     |
| 04   | Beatrice Zimmermann      | 0832   | 0     |
| 05   | Argeline Tan-Bouquet     | 0814   | 0     |
| 06   | Simone Oehrli            | 0683   | 0     |
| 07   | Ida Gresaker             | 0681   | 0     |
| 08   | Jasmin Taylor            | 0512   | 0     |

| Rang | Name                | Punkte | Siege |
| ---- | ------------------- | ------ | ----- |
| 09   | Thea Smedheim Lunde | 0493   | 0     |
| 10   | Kaline Osaki        | 0486   | 0     |
| 11   | Maelle Froissart    | 0430   | 0     |
| 12   | Camille Martinet    | 0183   | 0     |
| 13   | Kathrin Reischmann  | 0169   | 0     |
| 14   | Océane Verbeck      | 0164   | 0     |
| 15   | Madi McKinstry      | 0141   | 0     |
| 16   | Guro Helde Kjølseth | 0096   | 0     |

| Rang | Name                | Punkte | Siege |
| ---- | ------------------- | ------ | ----- |
| 17   | Špela Mičunović     | 0088   | 0     |
| 18   | Anežka Přibylová    | 0083   | 0     |
| 19   | Theresa Fichtl      | 0065   | 0     |
| 20   | Tamara Kawiková     | 0047   | 0     |
| 21   | Anna Morrissey      | 0040   | 0     |
| 22   | Josina Siegenthaler | 0024   | 0     |
| 23   | Ayano Hata          | 0018   | 0     |

| Rang | Name                     | Punkte | Siege |
| ---- | ------------------------ | ------ | ----- |
| 01   | Amélie Reymond           | 0400   | 04    |
| 02   | Mathilde Olsen Ilebrekke | 0280   | 0     |
| 03   | Beatrice Zimmermann      | 0230   | 0     |
| 04   | Johanna Holzmann         | 0192   | 0     |
| 05   | Simone Oehrli            | 0155   | 0     |
| 06   | Kaline Osaki             | 0133   | 0     |
| 07   | Ida Gresaker             | 0121   | 0     |
| 08   | Maelle Froissart         | 0117   | 0     |
| 09   | Argeline Tan-Bouquet     | 0105   | 0     |
| 10   | Thea Smedheim Lunde      | 0101   | 0     |

| Rang | Name                     | Punkte | Siege |
| ---- | ------------------------ | ------ | ----- |
| 01   | Amélie Reymond           | 1000   | 10    |
| 02   | Argeline Tan-Bouquet     | 569    | 0     |
| 03   | Mathilde Olsen Ilebrekke | 0467   | 0     |
| 04   | Beatrice Zimmermann      | 0462   | 0     |
| 05   | Johanna Holzmann         | 0436   | 0     |
| 06   | Simone Oehrli            | 0433   | 0     |
| 07   | Ida Gresaker             | 0420   | 0     |
| 08   | Jasmin Taylor            | 0338   | 0     |
| 09   | Kaline Osaki             | 0298   | 0     |
| 10   | Thea Smedheim Lunde      | 0297   | 0     |

| Rang | Name                     | Punkte | Siege |
| ---- | ------------------------ | ------ | ----- |
| 01   | Amélie Reymond           | 0340   | 02    |
| 02   | Mathilde Olsen Ilebrekke | 0320   | 02    |
| 03   | Beatrice Zimmermann      | 0280   | 0     |
| 04   | Ida Gresaker             | 0140   | 0     |
| 05   | Johanna Holzmann         | 0140   | 0     |
| 06   | Argeline Tan-Bouquet     | 0140   | 0     |
| 07   | Thea Smedheim Lunde      | 0095   | 0     |
| 07   | Simone Oehrli            | 0095   | 0     |
| 09   | Maelle Froissart         | 0080   | 0     |
| 09   | Jasmin Taylor            | 0080   | 0     |

| Endstand |                        |        |
| \| Rang \| Name \| Punkte \| \| ---- \| ---------------------- \| ------ \| \| 01 \| Schweiz \| 3279 \| \| 02 \| Norwegen \| 2337 \| \| 03 \| Frankreich \| 2077 \| \| 04 \| Deutschland \| 1142 \| \| 05 \| Vereinigtes Königreich \| 0552 \| \| 06 \| Vereinigte Staaten \| 0141 \| \| 07 \| Tschechien \| 0130 \| \| 08 \| Slowenien \| 0088 \| \| 09 \| Japan \| 0018 \| |                        |        |
| Rang | Name                   | Punkte |
| 01 | Schweiz                | 3279   |
| 02 | Norwegen               | 2337   |
| 03 | Frankreich             | 2077   |
| 04 | Deutschland            | 1142   |
| 05 | Vereinigtes Königreich | 0552   |
| 06 | Vereinigte Staaten     | 0141   |
| 07 | Tschechien             | 0130   |
| 08 | Slowenien              | 0088   |
| 09 | Japan                  | 0018   |

## Mixed
| Endstand |                        |        |
| \| Rang \| Name \| Punkte \| \| ---- \| ---------------------- \| ------ \| \| 01 \| Frankreich \| 6197 \| \| 02 \| Schweiz \| 6091 \| \| 03 \| Norwegen \| 4165 \| \| 04 \| Deutschland \| 3425 \| \| 05 \| Vereinigtes Königreich \| 0628 \| \| 06 \| Slowenien \| 0578 \| \| 07 \| Schweden \| 0459 \| \| 08 \| Vereinigte Staaten \| 0202 \| \| 09 \| Tschechien \| 0171 \| \| 10 \| Japan \| 0064 \| \| 11 \| Österreich \| 0024 \| \| 12 \| Italien \| 0003 \| |                        |        |
| Rang | Name                   | Punkte |
| 01 | Frankreich             | 6197   |
| 02 | Schweiz                | 6091   |
| 03 | Norwegen               | 4165   |
| 04 | Deutschland            | 3425   |
| 05 | Vereinigtes Königreich | 0628   |
| 06 | Slowenien              | 0578   |
| 07 | Schweden               | 0459   |
| 08 | Vereinigte Staaten     | 0202   |
| 09 | Tschechien             | 0171   |
| 10 | Japan                  | 0064   |
| 11 | Österreich             | 0024   |
| 12 | Italien                | 0003   |